# Школьное образование в Австралии
Школьное образование в Австралии

## Структура школьного образования
Школьный сектор включает в себя
- начальное образование
- среднее образование (эквивалент неоконченному среднему образованию)
- высшее среднее образование (эквивалент законченному среднему образованию и аттестату о среднем образовании).

Австралийцы учатся в школе в общей сложности 12 лет. Выпускники школ получают государственный сертификат, называемый Year 12.
Школьный сектор делится на три раздела
- частный
- государственный
- независимый

В Австралии преобладают государственные школы и 70 % школьников учатся в них, остальные — в частных. Некоторые из таких школ принадлежат церкви. Среди частных учебных заведений встречаются школы-пансионы, принимающие детей из-за рубежа. Чтобы поступить в самые престижные, ребенку нужно не только хорошо владеть английским, но и выдержать вступительные экзамены.
Кроме того существуют классы и отдельные школы для детей с выдающимися способностями (selective). Для поступления в них также нужно выдержать вступительный экзамен.
Существуют школы только для мальчиков, только для девочек и смешанные.
Большинство школьников носит школьную форму, специфичную для данной школы и с обязательным гербом школы. Небольшое число школ, тем не менее, не имеет единой формы.
В Австралии по состоянию на 2024 год официально не отменены телесные наказания учеников в школе. Случаи применения не зафиксированы, но известно, что это было массовым и распространенным явлением в 1990-е годы и ранее.

## Цель школьного сектора
Цель школьного сектора — предоставление общего первоначального образования. Сейчас австралийские школы также преподают предметы с профессиональной ориентацией, которые готовят студентов для продолжения обучения в TAFE или в университете, а также к началу трудовой деятельности и трудоустройству. По окончании школы выдаются следующие документы:
- Senior Secondary Certificates of Education (SSCE)
- Certificate I—IV

Система школьного образования Австралии устроена по образу и подобию английской, которая считается лучшей в мире. Это означает, что в школах изучают не только академические предметы, но и искусства (рисование, музыка), а также уделяют много внимания спорту.
В выпускных классах ученики углубленно изучают несколько предметов, готовясь к поступлению в высшие учебные заведения. Сам выбор этих предметов и оценки по ним, полученные на выпускных экзаменах, являются для приемных комиссий университетов основанием для положительного или отрицательного решения. Например, чтобы поступить на факультет инженерных наук, необходимо иметь хорошие оценки по математике, физике и химии.

## Уровни
В школе принято деление на следующие уровни:
- Начальная школа (с 1 по 6—7 класс);
- Средняя школа (с 6—7 класса по 10 класс);
- Высшая школа (11 и 12 классы).

В начальной и средней школе изучают следующие предметы: английский язык, математика, история, география, биология, химия, физика, иностранный язык, физическая культура. К ним добавляются предметы по выбору — музыка, рисование и др.
В старших классах школьники могут изучать основы будущей специальности — бухучет, информационные технологии, экономику и пр.

## Проверки уровня усвоения материала
Обучение предполагает промежуточные проверки уровня усвоения материала — письменные тесты, сочинения и устные доклады. По их результатам выводится средний балл. В конце каждого периода школьного обучения сдаются экзамены. В итоге вычисляется рейтинг TER (Tertiary Entrance Ranking), учитывающий результаты итоговых экзаменов и средний балл за время обучения. TER выражается в сумме баллов от 1 до 100, где 100 — высшее значение. Некоторые факультеты университетов, на которые стремится поступить наибольшее число абитуриентов (медицина, стоматология, право), каждый год объявляют требуемое для поступления на них значение TER.

## Выпускные классы
В выпускных классах 30-и школ Австралии возможно обучение по международной программе International Baccalaureate (IB). Она была разработана в Швейцарии и считается одной из самых эффективных и сбалансированных программ школьного образования. В настоящее время по ней можно учиться в 800 школах 100 стран мира. Успешное окончание такой программы фактически гарантирует место в австралийском или зарубежном университете.